# Туголіський Бір
Туголіський Бір (рос. Туголесский Бор) — селище в Росії. Входить до складу міського округу Шатура Московської області. Населення — 2377 чол. (2010).
Заснований в 1935 році на торф'яних розробках. Керував розробками кавалер трьох орденів Червоного Прапора Григорій Абрамович Вальдман. У 1938 році була заснована школа. У серпні 2004 року до складу робітничого селища Туголіський Бір було включено селище Робітниче (рос. Посёлок Рабочий). У вересні 2004 року Туголіський Бір був перетворений в сільський населений пункт (селище).
На території селища розташована велика кількість ставків і озеро Свиношне.